# Баньйос-де-Ебро
Баньйос-де-Ебро, Маньюета (ісп. Baños de Ebro, баск. Mañueta) — муніципалітет в Іспанії, у складі автономної спільноти Країна Басків, у провінції Алава. Населення — 333 осіб (2009).
Муніципалітет розташований на відстані близько 250 км на північ від Мадрида, 34 км на південь від Віторії.

## Демографія
Динаміка населення (INE ):

## Галерея зображень

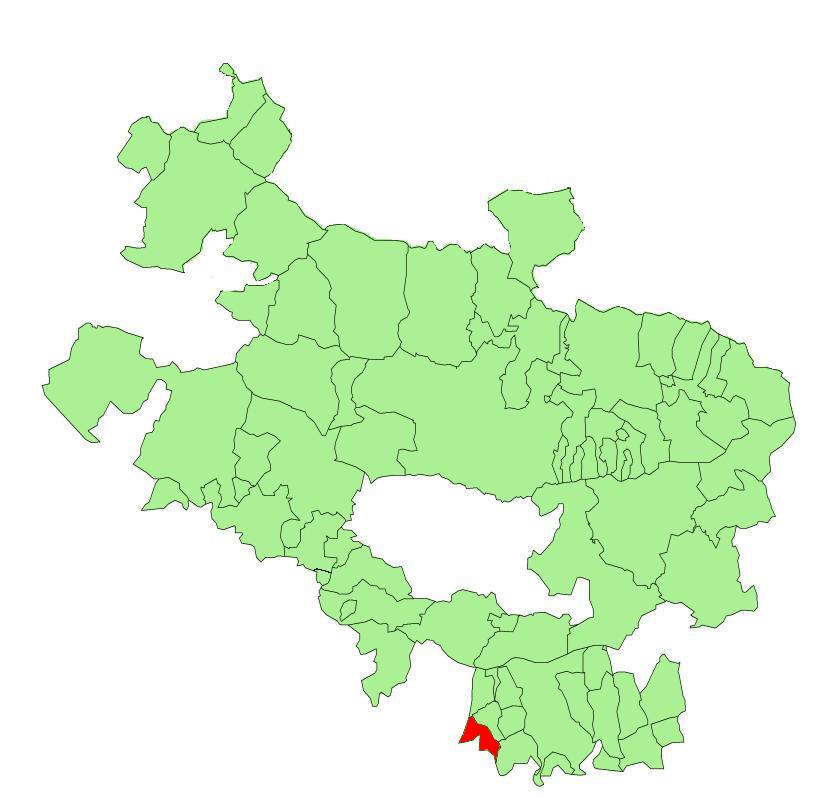
Розташування муніципалітету
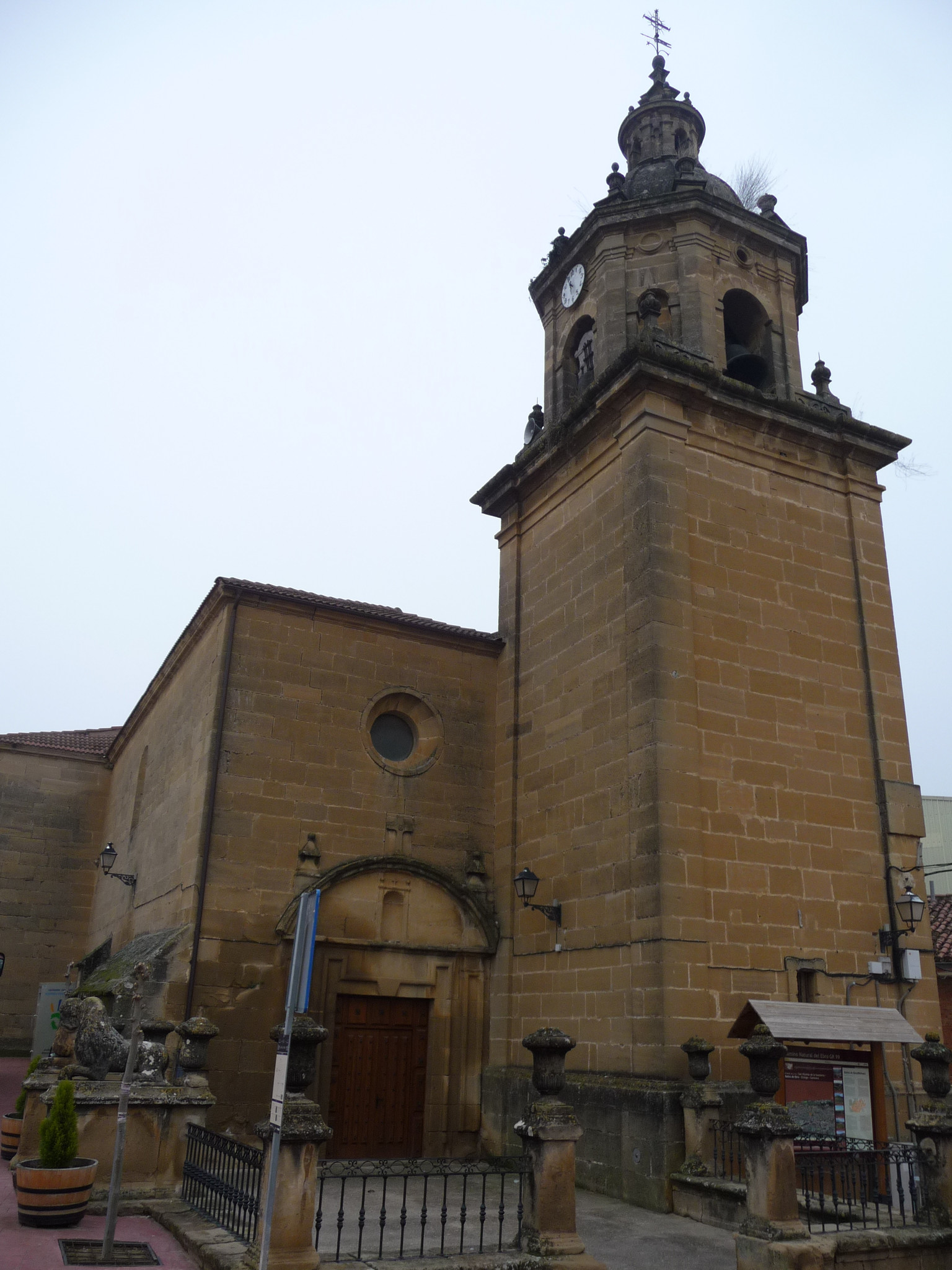
Парафіяльна церква Нуестра-Сеньйора-де-ла-Антигуа